# ORP Kujawiak (1917)
ORP Kujawiak – polski torpedowiec typu A 56, służący w latach 1921–1939; dawny niemiecki A 68 z okresu I wojny światowej, jeden z pierwszych okrętów polskiej marynarki wojennej. Okręt został nabyty przez Marynarkę Wojenną z podziału okrętów Kaiserliche Marine po zakończeniu wojny. Borykająca się z kłopotami technicznymi jednostka od 1929 roku służyła jako okręt szkolny, a następnie okręt pomocniczy, skreślony z listy floty krótko przed wybuchem wojny. Podczas kampanii wrześniowej służył jako pływający zapasowy zbiornik ropy, zatopiony przez lotnictwo, następnie złomowany.

## Budowa, służba i przejęcie przez PMW
Okręt należał do serii dwunastu torpedowców (A 68 – A 79), jakie Kaiserliche Marine zamówiła w elbląskiej stoczni F. Schichau-Werke, należących do typu A 56. Torpedowiec o numerze budowy 994 został zwodowany 11 kwietnia 1917 roku. Do służby pod nazwą A 68 został wcielony 13 czerwca 1917 roku. Ze względu na niewielką wyporność i zanurzenie ten typ okrętów przeznaczony był do działań na wodach przybrzeżnych Flandrii. Dla szybkiej identyfikacji jednostki, na kominie namalowano dwa pasy, a na burtach na dziobie namalowano biały numer: „68”. Torpedowiec pełnił funkcję okrętu szkolnego. Po zakończeniu działań wojennych, na podstawie porozumienia zawartego 18 listopada 1918 roku między Ententą a Niemcami, okręt przeszedł do Wielkiej Brytanii.
Po zakończeniu I wojny światowej niemiecka flota została podzielona przez zwycięskie mocarstwa. Decyzją Rady Ambasadorów z 9 grudnia 1919 roku, przy niechętnym stanowisku Wielkiej Brytanii, Polsce przyznano sześć torpedowców, których łączna wyporność miała nie przekraczać 1200 ton. Przyznane torpedowce miały być przeznaczone wyłącznie do służby patrolowej. W listopadzie 1920 roku w Departamencie dla Spraw Morskich (DSM) rozpoczęto przygotowania do przejęcia okrętów. Do Rosyth udał się kontradmirał Wacław Kłoczkowski i 6 listopada wraz z brazylijskim attaché dokonał przeglądu znajdujących się tam torpedowców, które następnie w drodze losowania miały zasilić obydwie marynarki. W listopadzie 1920 roku Admiralicja na prośbę kadm. Kłoczkowskiego wyłoniła komisję, w skład której weszli inżynierowie specjaliści ze stoczni w Rosyth. Ich celem było wybranie sześciu najwartościowszych torpedowców, które miały zostać przekazane Marynarce Wojennej. Jednym z okrętów był A 68. Torpedowiec był zacumowany w bazie Royal Navy w Rosyth wraz z innymi okrętami i był w złym stanie technicznym, przez co niemożliwe było jego przyholowanie do Polski.

## Opis konstrukcji
Długość całkowita ORP „Kujawiak” wynosiła 60 metrów, szerokość 6,42 metra, zanurzenie zaś 2,34 metra. Okręt przeznaczony był do działań przybrzeżnych, stąd jego wyporność standardowa wynosiła 335 ton, zaś pełna 392 tony. W dwóch przedziałach zostały umieszczone dwie turbiny Schichau o łącznej mocy 6000 KM. Turbiny pracowały bezpośrednio na dwie trzyłopatowe śruby o średnicy 1,6 metra, bez pośrednictwa przekładni. W kolejnych dwóch przedziałach znajdowały się dwa kotły typu Marine Kessel, o ciśnieniu 18,5 at. Obydwa kotły opalane były ropą, a maksymalny jej zapas wynosił 82 tony. Po wcieleniu do służby maksymalna prędkość okrętu wynosiła 26 węzłów. Po włączeniu do polskiej marynarki wojennej okręt osiągał prędkość 22 węzłów. Zasięg pływania przy prędkości 20 węzłów wynosił 800 mil morskich. W niemieckiej służbie załoga okrętu liczyła 55 ludzi w tym: 2 oficerów, 53 podoficerów i marynarzy. W Polsce etat załogi torpedowców typu A wynosił 2 oficerów, 66 podoficerów i marynarzy. W 1937 roku załoga torpedowca liczyła 40 ludzi. Znakami szybkiej identyfikacji „Kujawiaka” były dwa paski w górnej części komina oraz dodatkowo w latach 1932-1937, litery „KW” na burtach.

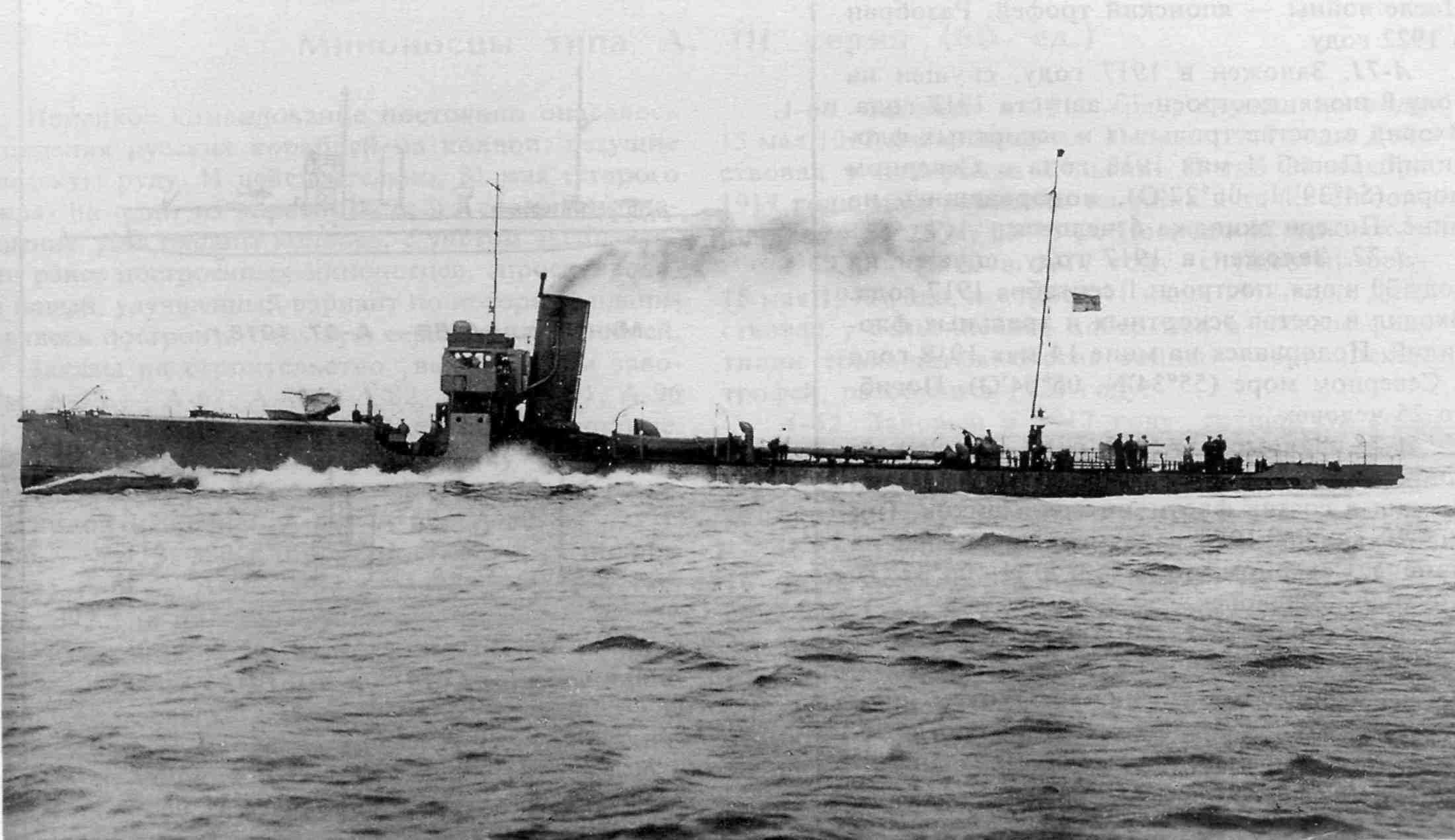
SMS A 68 na Bałtyku

Po wejściu w skład Kaiserliche Marine torpedowiec został uzbrojony w dwa pojedyncze działa kalibru 88 mm L/30, a także w dwie pojedyncze wyrzutnie torped kalibru 450 mm. Ponadto na pokładzie ustawiono tory minowe dla 30 min. Po przejęciu okrętu przez Polskę okręt uzbrojono w dwa działa kalibru 47 mm wz. 85 Hotchkiss oraz w dwa ckm-y Maxim wz. 08 kalibru 7,92 mm. Dzięki uzyskanej pożyczce francuskiej, w 1925 roku „Kujawiak” został przezbrojony w dwa pojedyncze działa kalibru 75 mm wz. 97. Jedno ustawione było na rufie, a drugie na dziobie. Ponadto w skład uzbrojenia okrętu wchodziły jedna podwójna wyrzutnia torpedowa kalibru 450 mm oraz dwa ckm-y Maxim wz. 08 kalibru 7,92 mm dla obrony przeciwlotniczej. Okręt był również przystosowany do postawienia 30 min. W 1936 roku uzbrojenie okrętu składało się z 1 działa kal. 75 mm wz. 97 oraz z dwóch pojedynczych ckm Maxim wz. 08. W 1937 roku na śródokręciu zainstalowano specjalny dźwig do podnoszenia torped. Po roku 1936 „Kujawiak” malowany był w nieregularne czarno-białe plamy o krawędziach prostolinijnych.

## Remont
10 listopada 1920 roku Admiralicja brytyjska przesłała stronie polskiej propozycję remontu torpedowców w państwowej stoczni H.M. Dockyard w Rosyth. Oferta Brytyjczyków według kmdr. ppor. Ignacego Musiałowskiego została przyjęta głównie ze względów politycznych. Ostatecznie za zgodą DSM 12 grudnia 1920 roku rozpoczęto remont okrętów. Wcześniej, bo 20 listopada Ministerstwo Spraw Wojskowych przesłało kadm. Wacławowi Kłoczkowskiemu zaliczkę na remont torpedowców w wysokości 38 800 funtów szterlingów i 3 szylingów. Nadzór nad remontem prowadziło Kierownictwo Dozoru Remontu Torpedowców na czele z kmdr. ppor. Ferdynandem Dyrną, który służbowo podlegał kadm. Kłoczkowskiemu.

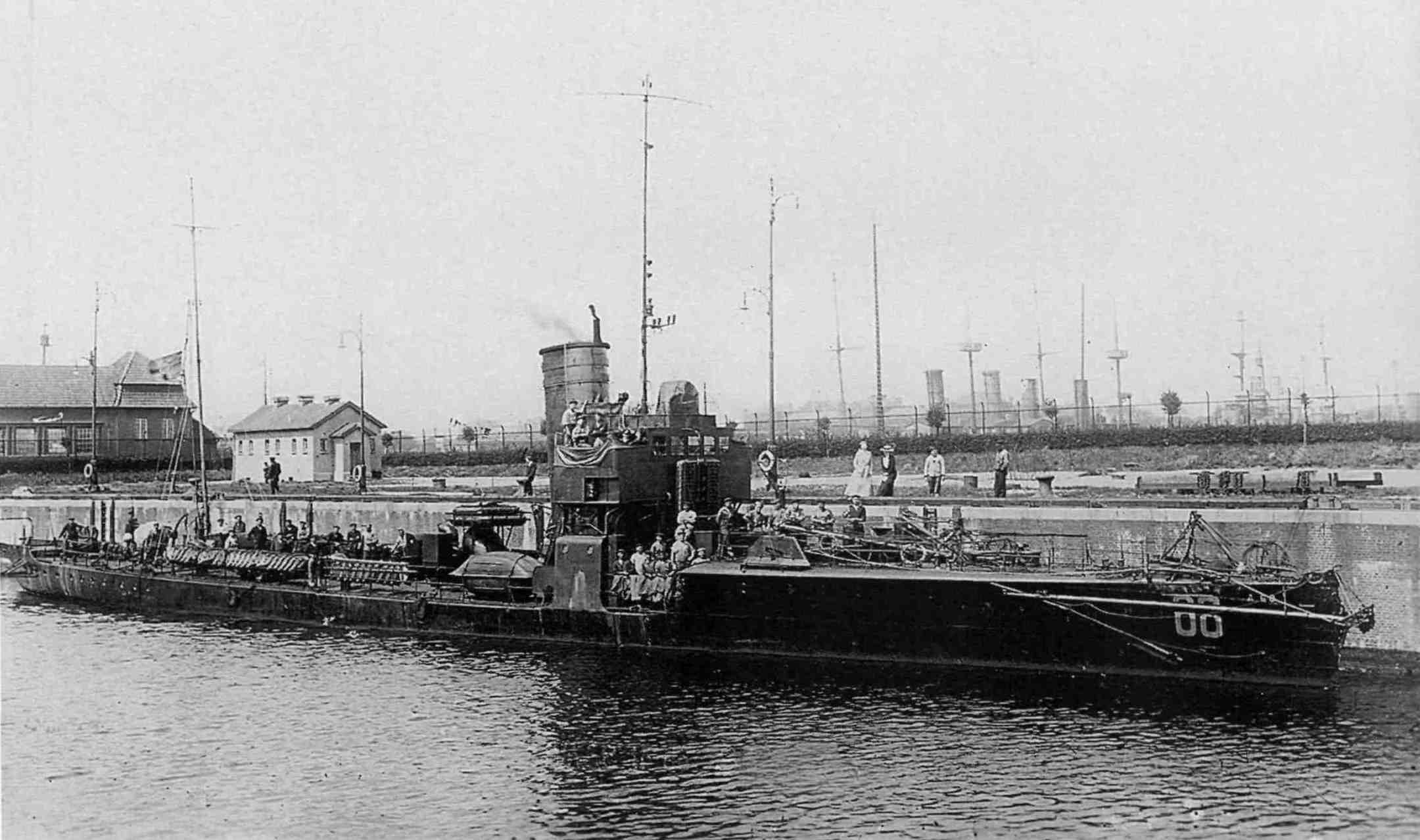
SMS A 68 w porcie po zakończeniu działań wojennych

Z sześciu torpedowców wybrano cztery, które zostały wprowadzone do doku. Wśród nich był przyszły ORP „Kujawiak”. W trakcie prac remontowych oczyszczono, a następnie pomalowano podwodne części kadłuba. W połowie marca stoczniowcy przeprowadzili próby uruchomienia mechanizmów pomocniczych za pomocą sprężonego powietrza, a także hydrauliczne próby kotłów, turbin i skraplaczy. Sprawdzone zostały również łożyska turbin. Pod koniec marca kmdr ppor. Ignacy Musiałowski wraz z przedstawicielem Admiralicji oraz majstrów i kierowników stoczni dokonał przeglądu stanu prac na remontowanych torpedowcach. W trakcie inspekcji stwierdził szereg defektów i zaniedbań, m.in. brak przeglądu przewodów rurowych i ich osprzętu, pomocniczego osprzętu kotłowego, podgrzewaczy wody zasilającej i ropy, a także klap i zaworów.
Po zapoznaniu się ze stanem technicznym okrętu, Brytyjczycy wyznaczyli termin pierwszej próby morskiej na 16 kwietnia. Nie doszedł on jednak do skutku ze względu na odmowę strony polskiej udziału polskiej załogi w próbach morskich. Druga próba została zaplanowana na 30 maja, jednak została odwołana z powodu niedziałającej pompy zasilającej palenisko w ropę. Pierwszą próbę mechanizmów pomocniczych przeprowadzono 7 czerwca 1921 roku, kiedy uzyskano parę w kotłach. Próba trwała jednak jedynie 20 minut i ze względu na przecieki włazów kotła została przerwana. Próby turbin na uwięzi oraz mechanizmów przeprowadzono 14 czerwca, w ich trakcie nie stwierdzono żadnych defektów. 28 czerwca na okręt dostarczono wentylatory i zamontowano je trzy dni później. 22 lipca przeprowadzono pięciogodzinną próbę morską, podczas której pływano z maksymalną prędkością 17,5–18 węzłów. Pięć dni później, po dokonaniu drobnych napraw i uszczelnień dławic parowych i wodnych, przeprowadzono sześciogodzinną próbę morską, w trakcie której osiągnięto maksymalną prędkość 21,5 węzła. Od 28 lipca rozpoczęto czyszczenie zęz i kotłów, jednak według mechanika ORP „Kujawiak”, kpt. por. Stanisława Kamieńskiego remont wykonano niesumiennie. Nazwę ORP „Kujawiak” okręt otrzymał na podstawie tajnego rozkazu Ministra Spraw Wojskowych z 23 lipca 1921 roku.

## Przejście do kraju
We wrześniu 1921 roku rozpoczęto przygotowania do wypłynięcia w rejs do Polski. Wcześniej, 25 sierpnia, na torpedowiec dotarł dowódca jednostki kmdr ppor. Michał Przysiecki. Jego zastępcą mianowano por. mar. Włodzimierza Kodrębskiego, który przybył na jednostkę dzień wcześniej. Funkcję inżyniera-mechanika powierzono kpt. por. inż. Stanisławowi Kamieńskiemu, zaokrętowanemu 16 sierpnia. Skompletowano załogę, która liczyła 3 oficerów oraz 31 podoficerów i marynarzy. Mechanik okrętowy inż. Kamieński meldował gotowość kotłów, zwracając jednak uwagę na niecałkowite ich wyczyszczenie, podobnie jak i zbiorników na ropę. Z kolei mechanizmy pomocnicze i turbiny były sprawne z wyjątkiem łożysk. Problemem dowódców okrętu i dywizjonu była niewielka praktyka morska załogi okrętu, w szczególności marynarzy z maszynowni, z których tylko 20 procent posiadało odpowiednie doświadczenie, pozostali przeszli kursy teoretyczne. Dzień przed wyjściem w morze, tj. 16 września odbyła się odprawa dowódców trzech okrętów, której przewodniczył kadm. Kłoczkowski. W jej trakcie postanowiono, że trzy torpedowce wypłyną do norweskiego portu Kristiansand 17 września o godz. 24:00. Przed wypłynięciem w firmie M.P. Galloway Ltd. z Leith pobrano 57 ton ropy, choć zbiorniki okrętu mogły pomieścić 72 tony.

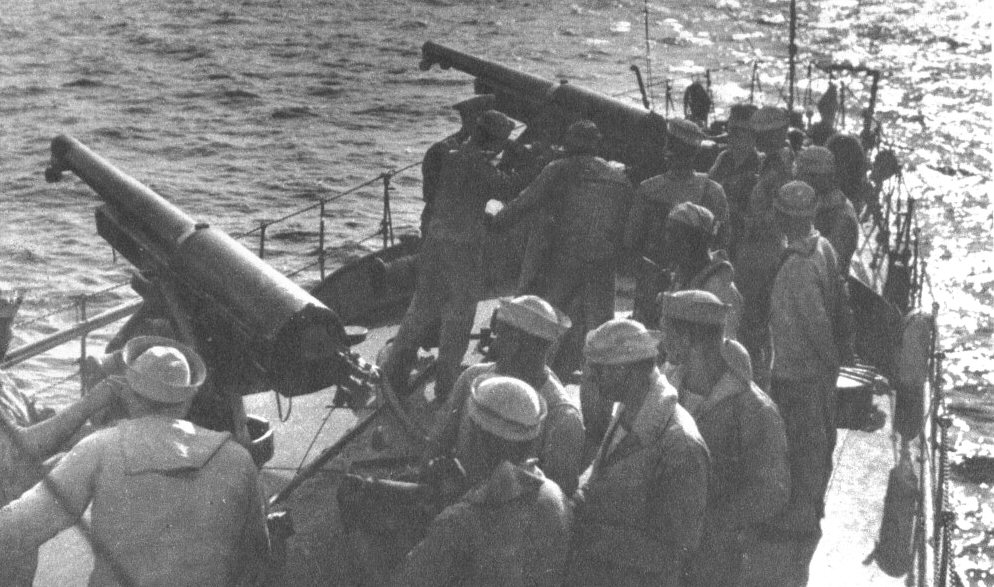
Dziobowe działa 75 mm na ORP „Mazur”. W identyczne działa uzbrojony był „Kujawiak”.

W sobotę 17 września na redzie portu Leith odbyło się uroczyste poświęcenie trzech torpedowców OORP „Kujawiak”, „Krakowiak” i „Kaszub”. Ze względu na późno wydany rozkaz nie udało się dotrzymać godziny wypłynięcia i okręty wyruszyły o godz. 03:15 w nocy. Torpedowce płynęły ze zmienną prędkością 8–14 węzłów. Na ORP „Kaszub” o godz. 13 zabrakło ropy i na rozkaz dowódcy Dywizjonu o godz. 14 rozpoczęto przepompowywanie jej z „Kujawiaka”. Pobrano 11–14 ton. W wyniku złego podłączenia węży, część paliwa wylała się jednak do morza. Ze względu na problemy „Kaszuba” z utrzymaniem prędkości, dowódca dywizjonu podjął decyzję o zawróceniu zespołu do Aberdeen. Załodze udało się zwiększyć prędkość i okręty ponownie skierowały się na wschód. Wkrótce jednak torpedowiec ponownie stracił prędkość i zawrócił do Szkocji. Pozostałe okręty z prędkością ekonomiczną 15 węzłów popłynęły dalej. O godz. 6:30 następnego dnia na „Kujawiaku” skończyło się paliwo. Po sprawdzeniu zbiorników okazało się, że na dnie znajduje się warstwa szlamu i brudu. Dowódca okrętu poprosił o ropę lub o podanie holu z „Krakowiaka”. Jednak ze względu na niewielki zapas paliwa i stan morza „Krakowiak” popłynął dalej. Na „Kujawiaku” rzucono kotwicę i wezwano pomoc. Na sygnał odpowiedział niemiecki trawler rybacki „Senator Brandt”, który doholował torpedowiec do Kristiansandu 21 września o godz. 19.
W drugi etap rejsu z Kristiansandu do Kopenhagi okręt wspólnie z ORP „Krakowiak” wyruszył 26 września na holu norweskiego holownika „Storesand”. Decyzję o holowaniu – a nie rejsie o własnym napędzie – podjął dowódca dywizjonu, kmdr por. Jacynicz, argumentując ją względami ekonomicznymi. Za holowanie zapłacono 8 tys. koron norweskich, czyli w przeliczeniu 1000 dolarów. Jednostki dotarły do Danii 28 września. Wszystkie trzy torpedowce po pobraniu 20 ton ropy wyruszyły 30 września o godz. 17:00 do Gdańska. Okręty były holowane przez jednostki duńskiej firmy Union Transport-og Bjergnings-Selskab. ORP „Kujawiak” wzięła na hol A/S „Neva”. Po rozpoczęciu rejsu doszło do wypadku. Na skutek zerwania holu i złego manewrowania rufa „Kaszuba” uszkodziła stewę dziobową „Kujawiaka”, przez co zespół zawrócił do Kopenhagi. Dywizjon powtórnie wyszedł na holu w morze 1 października o godz. 4:00. Rejs przebiegał spokojnie i w rejonie Ławicy Słupskiej około godz. 24:00 okręty odrzuciły liny holownicze i samodzielnie wpłynęły na Zatokę Gdańską. Rankiem 3 października OORP „Kujawiak” i „Krakowiak” weszły do portu w Gdańsku.

## Służba w Polsce
Przybyły do kraju 3 października 1921 roku okręt, podobnie jak pozostałe torpedowce, wymagał dalszego remontu oraz uzbrojenia. 15 października został włączony w skład Dywizjonu Torpedowców, nieco wcześniej, 5 października postawiono go w stan rezerwy. Próby odbiorcze na torpedowcu odbyły się 8 listopada i 9 grudnia 1921 roku. Zimę spędził w porcie w Gdańsku wraz z pozostałymi jednostkami dywizjonu.
| Dowódcy okrętu                   | Dowódcy okrętu    | Dowódcy okrętu    |
| -------------------------------- | ----------------- | ----------------- |
| kmdr ppor. Michał Przysiecki     | 10 lutego 1921    | wrzesień 1924     |
| kmdr ppor. Adam Mohuczy          | październik 1924  | 1925              |
| kpt. mar. Jan Giedroyć           | 1925              | 1927              |
| kpt. mar. Aleksander Hulewicz    | 1929              | 1929              |
| kpt. mar. Władysław Kosianowski  | 1927              | marzec 1928       |
| kpt. mar. Stanisław Hryniewiecki | marzec 1928       | 14 czerwca 1928   |
| por. mar. Henryk Kłoczkowski     | 15 czerwca 1928   | 9 sierpnia 1928   |
| kpt. mar. Jan Giedroyć           | 10 sierpnia 1928  | 31 sierpnia 1928  |
| kpt. mar. Edward Szystowski      | 1 września 1928   | 21 listopada 1928 |
| por. mar. Jerzy Kossakowski      | 22 listopada 1928 | 1929 (p.o.)       |
| kpt. mar. Mikołaj Szemiot        | 1929              | 26 maja 1930      |
| kpt. mar. Tadeusz Stoklasa       | 27 maja 1930      | 24 lutego 1931    |
| kpt. mar. Anatol Lewicki         | 25 lutego 1931    | sierpień 1932     |
| kpt. mar. Mikołaj Szemiot        | 25 kwietnia 1932  | 1 grudnia 1932    |
| kpt. mar. Henryk Kłoczkowski     | 2 grudnia 1932    | 13 stycznia 1933  |
| kpt. mar. Andrzej Łoś            | 14 stycznia 1933  | 13 kwietnia 1933  |
| ?                                | 14 kwietnia 1933  | 2 listopada 1933  |
| por. mar. Wiktor Łomidze         | 3 listopada 1933  | 1934              |
| kpt. mar. Brunon Jabłoński       | maj 1934          | 16 grudnia 1934   |
| por. mar. Bolesław Porydzaj      | 17 grudnia 1934   | ?                 |
| por. mar. Józef Wierzchowski     | kwiecień 1938     | maj 1938          |
| por. mar. Jerzy Koziołkowski     | maj 1938          | 11 lipca 1938     |
| kpt. mar. Justyn Karpiński       | 12 lipca 1938     | 9 listopada 1938  |
| kpt. mar. Jan Grudziński         | 10 listopada 1938 | 13 grudnia 1938   |

Pierwszym dowódcą okrętu został kmdr ppor. Michał Przysiecki, mianowany na to stanowisko 10 lutego 1921 roku. Okręt po wcieleniu do polskiej marynarki wojennej był uzbrojony w dwa działka kal. 47 mm oraz w dwa ckm kal. 7,92 mm. Z uzyskanej w 1924 roku francuskiej pożyczki zakupiono i zainstalowano rok później nowe uzbrojenie, tj. dwie armaty morskie kal. 75 mm, dwie wyrzutnie torped kal. 450 mm oraz tory minowe. Podstawowym zadaniem torpedowca było szkolenie nowych kadr dla marynarki wojennej. W tym celu odbywał rejsy do portów bałtyckich. W 1922 roku odwiedził wraz z innymi torpedowcami Kopenhagę, w 1923 roku Karlskronę i Kalmar. „Kujawiak” 29 kwietnia 1923 roku wziął udział w uroczystym otwarciu Tymczasowego Portu Wojennego oraz Schroniska dla Rybaków w Gdyni. Na jego pokładzie, jako na pierwszym okręcie wojennym podniesiono chorągiew Prezydenta Rzeczypospolitej, Stanisława Wojciechowskiego, któremu w uroczystości towarzyszyli m.in. premier gen. Władysław Sikorski i prymas Polski kardynał Edmund Dalbor. W czerwcu wraz z okrętami Dywizjonu złożył kurtuazyjną wizytę w Lipawie i Rydze. Torpedowiec 16 lipca 1923 roku został wycofany z eksploatacji i wykorzystany do organizacji punktu obserwacyjnego „Gdynia”. Na jego pokładzie zakwaterowała się Komisja Gospodarcza Dywizjonu Ćwiczebnego. Okręt zacumowano przy nabrzeżu, na którym ustawiono barak z drewnianą wieżą służącą za punkt obserwacyjny. Po kilku miesiącach „Kujawiak” ponownie wrócił do służby. 
Okręty Dywizjonu Torpedowców, 11 października 1929 roku wzięły udział w nieoficjalnej wizycie w Kopenhadze. Rozkazem Dowódcy Floty „Kujawiak” został wyłączony z Dywizjonu Torpedowców i od 1 lutego 1929 roku służył w charakterze szkolnego okrętu artyleryjskiego, aż do czasu, kiedy jego funkcję przejął ORP „Mazur”. W tym okresie swojej służby był bezpośrednio podporządkowany Dowódcy Floty. Od 1 kwietnia 1930 roku był okrętem, na którym szkolili się motorzyści i mechanicy. 2 czerwca został przydzielony do Dywizjonu Szkolnego Floty, a 27 lipca po zaokrętowaniu oficera odpowiedzialnego za szkolenie, został przeklasyfikowany na maszynowy okręt szkolny. 29 lipca 1932 roku zakończono przebudowę okrętu na zbiornikowiec, poławiacz torped i okręt-cel, a dwa dni wcześniej, tj. 27 lipca 1932 roku włączono go w skład Dywizjonu Łodzi Podwodnych, jednak administracyjnie pozostał w Dywizjonie Minowców do 1 września 1932 roku.
W czerwcu 1937 roku kadłub „Kujawiaka” był w tak złym stanie technicznym, że stwierdzono przecieki wody. W celu dokonania niezbędnych napraw, w tym uszczelnienia dna okręt został zadokowany w dniach od 22 do 27 sierpnia. 12 kwietnia 1938 roku rozpoczął kampanię czynną trwającą do 13 grudnia 1938 roku. 1 czerwca w basenie nr 1 holownik „Sokół” uderzył rufą w prawą burtę, wyrządzając znaczne szkody w poszyciu. Następnego dnia jednostkę zadokowano w celu dokonania stosownych napraw. Remont zakończył się 8 lipca. 13 grudnia 1938 roku ORP „Kujawiak” został przeniesiony do rezerwy i przebudowany na pływający zbiornik paliwa. Rozkazem szefa KMW 13 marca 1939 roku został przeniesiony do II rezerwy. Ostatecznie „Kujawiak” został skreślony z listy okrętów RP rozkazem Ministra Spraw Wojskowych z 6 kwietnia 1939 roku.
W czasie kampanii wrześniowej służył jako pływający zapasowy zbiornik ropy dla Dywizjonu Minowców, zakotwiczony w Jamie Kuźnickiej na wysokości Juraty. 3 września został przeholowany na Oksywie, gdzie został zatopiony przez niemieckie bombowce. Po zakończeniu działań wojennych został prawdopodobnie wydobyty przez Niemców i pocięty na złom.

## Okręt w kulturze
Okręt ten wystąpił w filmie Zew morza, niemym z 1927 w finałowych scenach pościgu, jako duma polskiej marynarki i gwarancja bezpieczeństwa obywateli, w fotosach filmu użyto też czapek marynarzy "Kujawiaka".